# Metalimnobia mendax
Metalimnobia mendax är en tvåvingeart som först beskrevs av Alexander 1924.  Metalimnobia mendax ingår i släktet Metalimnobia och familjen småharkrankar. Inga underarter finns listade i Catalogue of Life.